# Bernardo Arias
Bernardo Arias (Bahía Blanca, 1924- Buenos Aires, 2016) fue un director de cine argentino. En 1943 ingresó en la Escuela Nacional de Bellas Artes Manuel Belgrano. Abandonó sus estudios por una beca para estudiar escenografía y luminotécnica con Oscar Ponferrada. Estos estudios le permitieron ingresar en 1949 a trabajar en los Estudios Lumiton que fuera la primera productora de cine argentino creada en 1931. En los Estudios Lumiton desempeñó varios roles técnicos, principalmente el de asistente de dirección, trabajando hasta el cierre del Estudio en 1952. Luego siguió su carrera en Argentina Sono Film, Estudios San Miguel y Estudios del Libertador. Trabajó con grandes directores del cine argentino como Manuel Romero, Julio Porter, Carlos Christensen, Lucas Demare, Fernando Birri, Kurt Land, Manuel Antin y José Martínez Suárez, entre otros.
En 1972 filmó su primer largometraje Allpa Kallpa en el Perú, obteniendo un premio internacional en el Festival de Cine de Moscú. En 1975 filmó también en el Perú su segundo largometraje, El inquisidor de Lima, coproducción Argentino-Peruana. Su tercer largometraje es Mujer-Mujer de 1987 con Arturo Bonin como protagonista. Fue encargado de la Dirección Técnica del Teatro General San Martín durante varias gestiones y realizó varios documentales institucionales en Argentina, Chile y Perú. Su última película Por amor al arte sobre la vida del escultor Antonio Pujia fue codirigida junto a Marcelo Goyeneche.